# San Juan de Pasto
Pour les articles homonymes, voir Pasto.
San Juan de Pasto, ou Pasto, est la capitale politique et administrative du département de Nariño en Colombie, département frontalier de l'Équateur. La ville est située au pied du volcan Galeras, ou volcan de Pasto, à 2 527 mètres d’altitude, dans la vallée d'Atriz. San Juan de Pasto compte une population de 450 000 habitants environ.

## Géographie

### Localisation
San Juan de Pasto, important carrefour commercial et agricole du sud-ouest du pays, est située dans un complexe topographique andin dénommé le Nœud de los Pastos.
La ville se trouve à 10 km du mont Galeras, le volcan le plus actif de Colombie. Elle est à proximité de l'Équateur.

## Histoire
Le conquistador espagnol Sebastián de Belalcázar fonda, en 1537, la localité « Villaviciosa de la Concepción de la Provincia de Hatunllacta », Hatunllacta (vallée d'Atriz) étant un terme de la famille de langues quechua qui signifie « grande terre ». À cet emplacement, se trouve aujourd'hui la municipalité de Yacuanquer. 
La localité fondée par Sebastián de Belalcázar fut déplacée par le conquistador Lorenzo de Aldana et fut nommée San Juan de Pasto en l'honneur de saint Jean-Baptiste et en référence aux indigènes Pastos (es) (pasto, mot quechua signifiant « rivière bleue ») qui occupaient le territoire avant la conquête espagnole. La nouvelle fondation date officiellement du 17 juin 1539.
Durant les guerres de l’indépendance, San Juan de Pasto adopta la cause royaliste portée par le leader indigène Agustín Agualongo (es), ce qui lui valut, ainsi qu'en raison de sa situation géographique, de rester longtemps isolée du reste de la Colombie après l'indépendance.
À l'époque des guerres civiles du XIXe siècle, la ville fut durant six mois le bastion conservateur du général Leonardo Canal en lutte contre les libéraux emmenés par Tomás Cipriano de Mosquera.
En 1904, la création du département de Nariño conféra à San Juan de Pasto le rôle de capitale départementale.

## Armoiries
Jeanne d'Autriche, au nom du roi Philippe II, accorda par Décret royal de Valladolid du 17 juin 1559 des armoiries à la ville de San Juan de Pasto.
L'écu de San Juan de Pasto, de forme XVIe siècle, au contour supérieur cintré, est d'azur au château d'argent, crénelé, accosté de deux lions d'or, lampassés de gueules, à dextre et de deux lions de même à senestre. Le château est terrassé d'un champ de sinople avec des arbres de sinople. Au-dessous du château, une rivière ondée, d'azur et d'argent, traverse le champ en son centre. Le château et le champ sont entourés d'une bordure d'or. En ornement extérieur de l'écu se trouve un heaume d'argent, de gueules et d'or, de profil, surmonté d'un panache composé de quatre plumes d'autruche, une d'or, une d'azur et deux de gueules. De l'écu partent des lambrequins de ces mêmes couleurs.
Sous l'écu figure la mention : « Muy noble y muy leal Ciudad de Sant Joan de Pasto » (Très noble et très loyale Ville de San Juan de Pasto).

## Démographie
En 2005, selon le DANE, la population totale s'élevait à 383 846 habitants, dont 312 759 dans le centre urbain. Pour 2010, le DANE estimait la population totale à 411 706, dont 338 493 dans le centre urbain et 73 213 en dehors.
Seulement 1,6 % des habitants de la municipalité se considèrent comme afro-colombiens ou mulâtres et 0,6 comme indigènes.

## Économie

### Artisanat
Une technique artisanale, appelée vernis de Pasto ou mopa mopa, consiste dans la fabrication et l'application d'un vernis utilisé pour la décoration d'objets en bois. La matière d'origine provient d'un palmier de la forêt du Putumayo, le mopa-mopa, en voie d'extinction,.

## Transport
La ville est traversée par la « panaméricaine » reliant le nord de la Colombie au sud de l'Argentine.
À l'ouest, San Juan de Pasto est reliée par une route de 284 km au port de Tumaco (département de Nariño), sur la côte Pacifique, et à l'est par une route d'environ 145 km à Mocoa, chef-lieu du département de Putumayo.
San Juan de Pasto possède un aéroport (code AITA : PSO).

## Tourisme

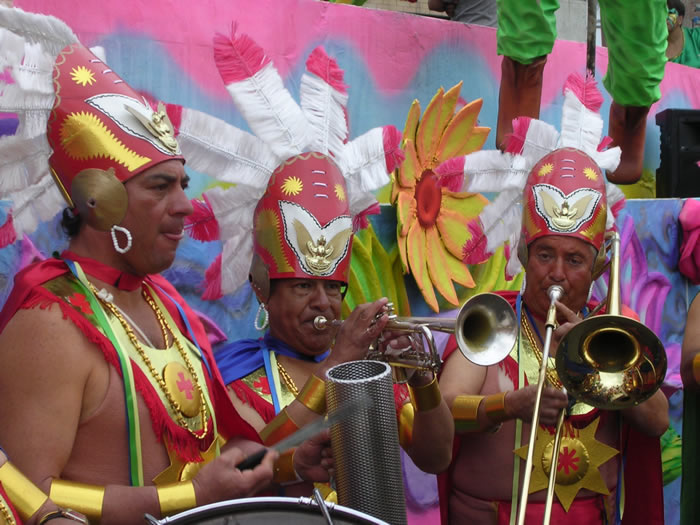
Fanfare du Carnaval des Noirs et Blancs de San Juan de Pasto (2006).

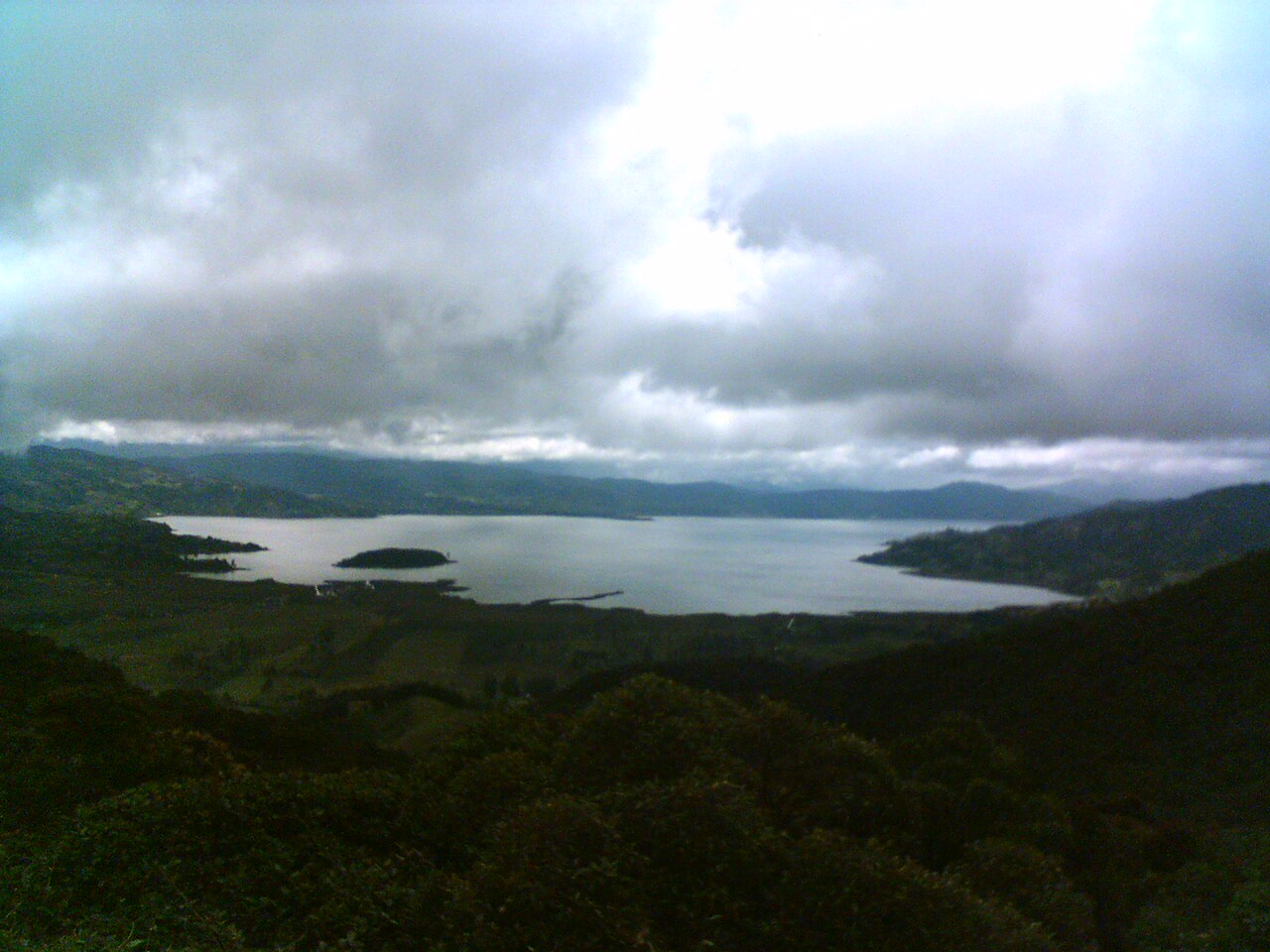
Laguna de la Cocha.

Pasto possède d'importants attraits touristiques naturels et historiques. Parmi les premiers, on trouve le volcan Galeras, complexe volcanique de 25 km de diamètre, dont le flanc oriental fait face à la ville. Une éruption, en janvier 1993, provoqua la mort de six volcanologues et de trois journalistes qui les accompagnaient. Ils furent tués alors qu'ils effectuaient des mesures aux abords d'un cône de 120 m formé à l'intérieur de la caldeira sommitale,.
Un autre attrait naturel est constitué par la lagune Cocha (du quechua : eau) (Laguna de la Cocha) ; c'est une version miniature du lac Titicaca, située à 24 km de Pasto par la route de l'Amazonie ; on y trouve le sanctuaire de faune et de flore de l'île de La Corota, petite île au milieu de la lagune, peuplée d'une faune et d'une flore indigènes variées.
On trouve à proximité et aux environs de Pasto de nombreux lieux historiques rappelant des faits importants de la guerre d'indépendance contre l'Espagne, tels que la bataille de Bomboná qui a eu lieu le 7 avril 1822 entre les troupes colombiennes et les troupes espagnoles, et la bataille de Juanambú, du 12 au 28 avril 1814, entre les troupes patriotes des Provinces-Unies de Nouvelle-Grenade et les troupes royalistes basées à San Juan de Pasto.
Le Carnaval des Noirs et Blancs (Carnaval de Negros y Blancos), qui se déroule chaque année au mois de janvier, est l'événement le plus célèbre de la ville de Pasto où des groupes masqués formant un défilé s'arrosent de talc et de poudre de maïs.

## Éducation
L'université de Nariño, l'université publique principale du département, est un important centre culturel de la région. Il y a également plusieurs universités privées dans la ville, telles que l'université Mariana (es) ou l'université San Martín. Le siège principal de la « Fundación Universitaria San Martín » est à Bogota et San Juan de Pasto abrite l'un de ses sièges.

## Personnalités
- Manuel Santa-Cruz Loidi, missionnaire (1842-1926), mort à San Juan de Pasto.
- Luis Zarama (1958), évêque aux États-Unis.

## Relations internationales

### Jumelages
La ville de San Juan de Pasto est jumelée avec les villes suivantes :
- San Miguel de Tucumán, Argentine ;

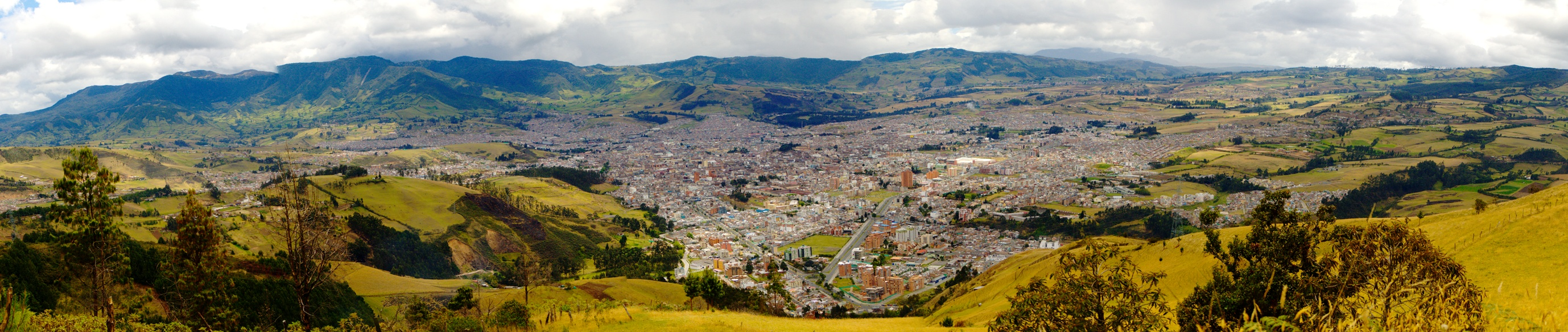
Vue d'ensemble de Pasto, du nord de la ville.

- Ipiales, Colombie ;
- Tulcán, Équateur ;
- Viareggio, Italie ;
- Mérida, Venezuela ;
- Bâle, Suisse.